# 명경박사
명경박사(明經博士)는 한국과 일본이 과거 사용했던 관직이다. 한국에서 고려 때 성균감의 교수관으로 역을 맡았으며, 1356년에 정8품으로 되었다.